# Lycoperdina
Lycoperdina es un género de coleóptero de la familia Endomychidae.

## Especies
Las especies de este género son:.
- Lycoperdina angusta
- Lycoperdina apicata
- Lycoperdina banatica
- Lycoperdina bovistae
- Lycoperdina canariensis
- Lycoperdina castaneipennis
- Lycoperdina clavata
- Lycoperdina crassicornis
- Lycoperdina dux
- Lycoperdina ferruginea
- Lycoperdina gomerae
- Lycoperdina horrida
- Lycoperdina humeralis
- Lycoperdina kivuensis
- Lycoperdina koltzei
- Lycoperdina mandarinea
- Lycoperdina maritima
- Lycoperdina morosa
- Lycoperdina mus
- Lycoperdina pallida
- Lycoperdina penicillata
- Lycoperdina perrieri
- Lycoperdina pulvinata
- Lycoperdina rifensis
- Lycoperdina sanchezi
- Lycoperdina sericea
- Lycoperdina succincta
- Lycoperdina validicornis